# Eulocastra argentifrons
Eulocastra argentifrons is een vlinder uit de familie spinneruilen (Erebidae). De wetenschappelijke naam is voor het eerst geldig gepubliceerd in 1889 door Butler.
De soort komt voor in tropisch Afrika.